# آرتور مایا (بازیکن فوتبال)
آرتور مایا (انگلیسی: Arthur Maia; ۱۳ اکتبر ۱۹۹۲ – ۲۸ نوامبر ۲۰۱۶) بازیکن فوتبال اهل برزیل بود.
از باشگاه‌هایی که در آن بازی کرده‌است می‌توان به باشگاه فوتبال شاپه‌کوئنزه، باشگاه ورزشی ویتوریا، باشگاه فوتبال فلامینگو، و باشگاه فوتبال کاوازاکی فرونتال اشاره کرد.